# Конвой №5282
Конвой № 5282 — японський конвой часів Другої світової війни, проведення якого відбувалось у грудні 1943 — січні 1944.
Вихідним пунктом конвою був атол Трук у центральній частині Каролінських островів, де ще до війни створили головну базу японського ВМФ у Океанії, звідки до лютого 1944-го провадились операції у цілому ряді архіпелагів. Пунктом призначення став атол Кваджелейн, на якому була головна японська база на Маршаллових островах.
До складу конвою увійшли транспорти «Сьохо-Мару» (Syoho Maru) та «Кітакамі-Мару» (також відомий як «Хокуйо-Мару», Hokujo Maru), тоді як охорону забезпечували мисливці за підводними човнами CH-30 та CH-31.
28 грудня 1943-го загін полишив Трук та попрямував на схід. 31 грудня в районі за дві з половиною сотні кілометрів на південний схід від острова Понпеї та за три сотні кілометрів на північний захід від острова Кусаїє конвой перестрів американський підводний човен USS Greenling. Він торпедував і потопив «Сьохо-Мару», разом з яким загинуло 20 членів екіпажу, тоді як «Кітакамі-Мару» зміг підібрати 106 осіб. Ескорт у відповідь скинув 18 глибинних бомб, проте USS Greenling не постраждав.
1 січня 1944-го загін зайшов на Кусаїє, де взяли кілька тонн свіжих продуктів. Після цього CH-31 відокремився та попрямував до Понапе, а інші кораблі рушили далі. Завершальна ділянка шляху пройшла без інцидентів і 4 січня загін прибув на Кваджелейн.